# Telekom Campus

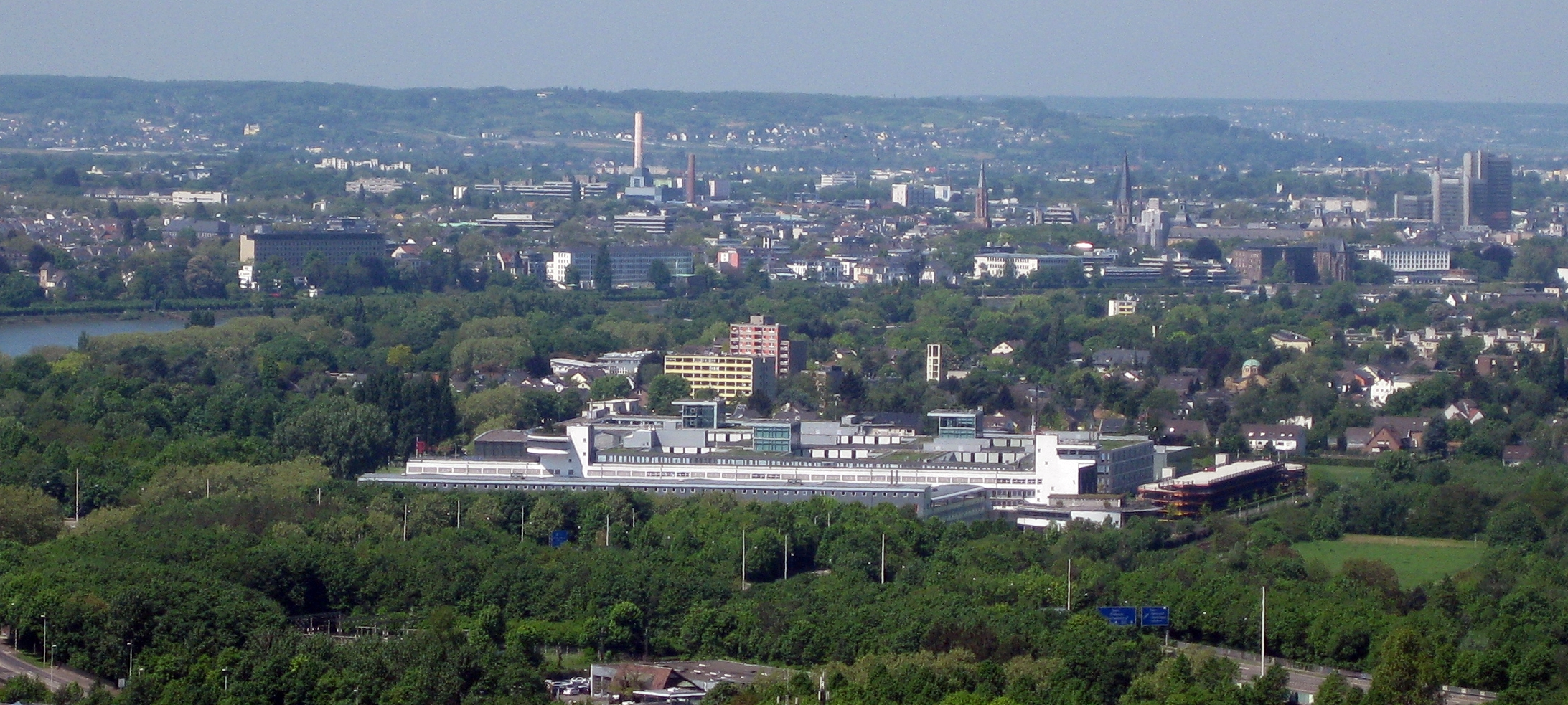
Lage des Telekom Campus in Bonn-Beuel

Als Telekom Campus (vormals: T-Mobile Campus) wird ein moderner Bürogebäudekomplex der Deutschen Telekom am Landgrabenweg 149 im Bonner Ortsteil Ramersdorf (Beuel) bezeichnet. Der 250 Millionen Euro teure, größte Bürokomplex der Stadt Bonn (123.000 Quadratmeter) befindet sich an der Abfahrt Bonn Beuel Süd der A 562 auf der rechten Rheinseite und wurde Anfang der 2000er Jahre errichtet. Das Baugrundstück gehörte ehemals zu dem Entwicklungsbereich „Bonn, Parlaments- und Regierungsviertel“ des Landes Nordrhein-Westfalen.
Der Campus ist seit 2010 der Unternehmenssitz der Telekom Deutschland. Geplant, gebaut und genutzt wurde der Gebäudekomplex zunächst als Unternehmenssitz der Telekom-Mobilfunk-Töchter „DeTeMobil Deutsche TelekomMobilNet GmbH“ sowie deren Nachfolge-Unternehmen „T-Mobile International AG“ und „T-Mobile Deutschland GmbH“.
Der Campus wurde in zwei Bauabschnitten erstellt: Zunächst wurde bis 1995 der südöstliche Gebäudeteil erstellt – zeitweilig „T-Mobile I“ genannt, später „Erstbau“; im Jahre 2003 wurde als Erweiterung der nordwestliche Gebäudeteil („T-Mobile II“/„Neubau“) fertiggestellt. Seit September 2024 ist der Erstbau nicht mehr Teil des Telekom Campus.

## Erstbau

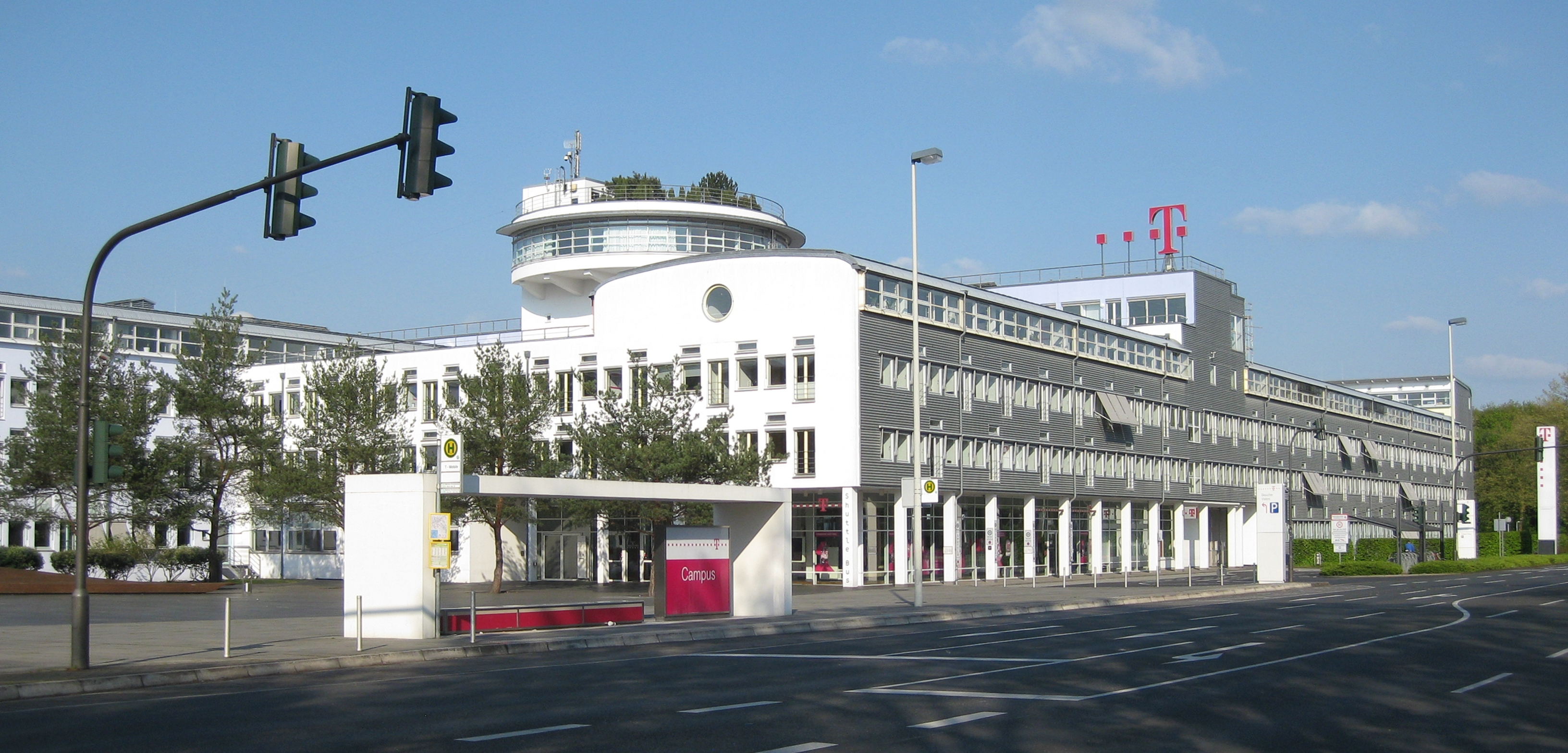
Eingangsbereich des Erstbaus

Vor Erstellung des Erstbaus war der Sitz der damaligen Telekom-Mobilfunk-Tochter „DeTeMobil Deutsche Telekom MobilNet GmbH“ das Gebäude Oberkasseler Straße 2 (ebenfalls in Ramersdorf). Mit Ausbau des Mobilfunk-Geschäfts Mitte der 1990er Jahre stieg der Personalbedarf des Unternehmens und die Kapazität des Gebäudes in der Oberkasseler Straße erwies sich als zu gering. In Folge übernahm der Architekt und Bauunternehmer Carl Richard Montag die Planung und den Bau des ersten Gebäudeteils am Landgrabenweg 151. Da sich bald erwies, dass auch mit diesem „Erstbau“ nicht hinreichend Gebäudefläche zur Verfügung steht, wurde Montag mit der Erweiterung um den nordwestlichen Gebäudeteil beauftragt.
Der Grundriss des im Januar 1996 eingeweihten und nach Plänen des Münchner Architekturbüros von Otto Steidle (Steidle und Partner) entstandenen Erstbaus wird bestimmt durch einen Mitteltrakt, an dem sich mehrere Seitenflügel und Karrees anschließen. An beiden Enden des Mitteltrakts befindet sich ein Turm; am nordöstlichen Ende schließt sich ein Rondell an, das an die rechte Rheinstrecke angrenzt und zunächst als Kantine genutzt wurde. Die Büroflächen des Erstbaus bestehen überwiegend aus Einzel- und Gruppen-Büros; Büros von Führungskräften sind mit Vorzimmern versehen. Ein Konferenz-Raum im Erdgeschoss kann durch variable, deckenhohe Trennwände in bis zu drei Teile separiert werden. Die Architektur des Erstbaus kann man im Vergleich zu dem Neubau als eher traditionell bezeichnen. Für die Gestaltung der Innenhöfe war der Landschaftsarchitekt Peter Latz verantwortlich. Der Bau verfügt über eine eingeschossige Tiefgarage und Außen-Stellplätze. Straßenseitig neben der Eingangshalle befindet sich ein Telekom Shop.
Auf dem Gebäudedach war zunächst eine Reklame mit dem Schriftzug „T-Mobil“ angebracht, später wurde er durch „T-Mobile“ ersetzt, zuletzt durch das Telekom-Logo mit vier „Digits“.
Seit Ende 2024 nutzt die Telekom den Erstbau nicht mehr, da der Mietvertrag für diesen Gebäudeteil nicht verlängert wurde. Die dort betriebene Betriebskindertagesstätte "Die mobilen Strolche" wurde deshalb geschlossen.

## Neubau

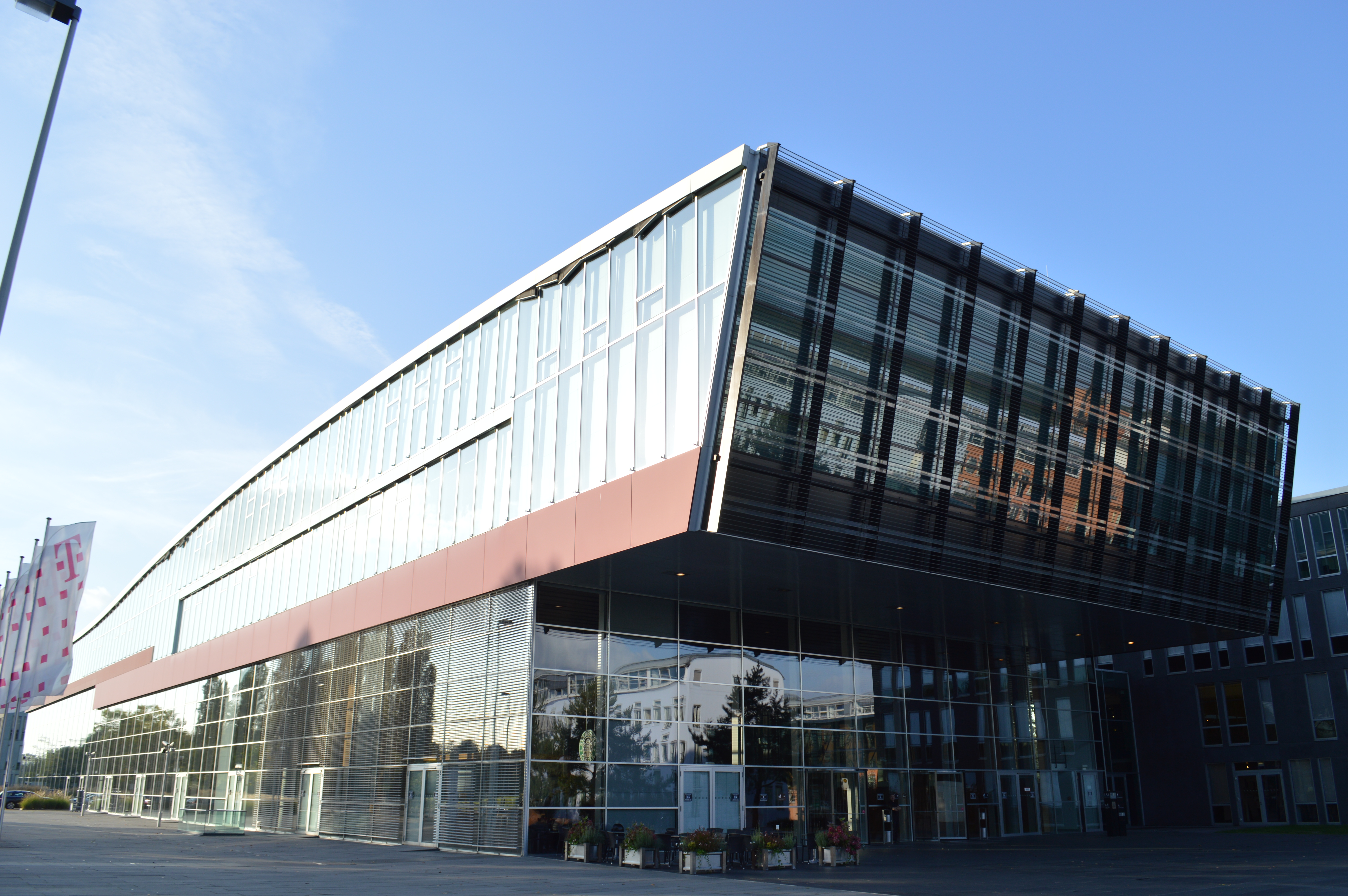
Eingangsbereich des Neubaus

Der Neubau hat eine Bruttogeschossfläche von 98.000 Quadratmeter und besteht aus fünf Gebäudeteilen, die miteinander verbunden sind. Fünf Türme überragen die gängige Gebäudehöhe. Inmitten dreier Gebäudeteile befinden sich begrünte Innenhöfe, teilweise mit Teich-Anlagen. Die Fassaden bestehen überwiegend aus großformatigen Glasflächen; auch Trennwände im Gebäude bestehen vielfach aus Glas. Die Klimatisierung folgt dem modernen Konzept der Betonkernaktivierung. Der nordwestliche Gebäudeteil wird von einem Mobilfunk-Technik-Center eingenommen, das bei der Bauausführung zunächst fertiggestellt wurde. Im Erdgeschoss befindet sich auf einer Fläche von 5000 Quadratmeter eine Kantine mit 1000 Sitzplätzen, die aufgrund ihrer größeren Kapazität die vormalige Kantine im Erstbau ablöste; das Rondell des Erstbaus wird seitdem als Betriebs-Kindergarten und Fitness-Studio genutzt. Hinter der großräumigen Eingangshalle befindet sich das „Forum“ – ein multifunktionaler Veranstaltungsraum mit einer Kapazität von 1500 Besuchern, der auch für öffentliche kulturelle Veranstaltungen verpachtet wird, wie z. B. Konzerte. An der Stirnseite des Forums befindet sich eine großformatige LED-Wand, die u. a. bei Kulturveranstaltungen genutzt werden kann. Dem Forum schließt sich das „Net Supervision Center“ an – dort wird das europäische Mobilfunk-Netz der Telekom überwacht. Im Geschoss oberhalb der Eingangshalle und des Forums befinden sich Schulungs- und Besprechungsräume. Die Glasfront des dort befindlichen größten Raums ist mit einer lichtdurchlässigen LED-Wand versehen, die zeitweise für Werbezwecke genutzt wird. Die Büroflächen des Neubaus werden von Großraumbüros („offene Bürowelten“) dominiert; sie sind aufgelockert durch Besprechungsecken („meeting points“), die mit durchscheinenden „Lichtmöbeln“ versehen sind. Im Gegensatz zum Erstbau wurde beim Bau auf die Verlegung von Telefonleitungen verzichtet, da die Telefon-Hausanlage auf IP-Telefonie basiert. Der Bau verfügt über eine zweigeschossige Tiefgarage mit 1600 Stellplätzen.
Im Neubau befanden sich zunächst Büros der Konzerntochter T-Mobile International, deren Mitarbeiter vormals u. a. in einem provisorischen, dreigeschossigen Container-Gebäude in der Karl-Duwe-Straße am Bonner Bogen untergebracht waren. Die Eröffnung fand im November 2003 statt; neben den Bauherren René Obermann und Timotheus Höttges waren Gäste wie Ministerpräsident Peer Steinbrück, Oberbürgermeisterin Bärbel Dieckmann, Guido Westerwelle, Christian Schwarz-Schilling und Klaus Töpfer anwesend.

## Gemeinsamkeiten
Erst- und Neubau sind mit Fußgängerbrücken verbunden, die den öffentlichen Schießbergweg überqueren. Die beiden Tiefgaragen haben keine Verbindung. Da sich die Kapazitäten der beiden Tiefgaragen (3000 Stellplätze) und der Außen-Stellplätze als unzureichend herausstellten, wurde das Gebäude-Ensemble um 2007 um ein Parkhaus zwischen dem Neubau und der Bahnlinie ergänzt.
Beide Gebäude verfügen über einen Haupteingang mit Eingangshalle und Empfang; Halle und Empfang des Neubaus sind größer als diejenigen des Erstbaus.
Bahnreisende Mitarbeiter des Campus nutzen die nahe gelegene Haltestelle Schießbergweg der Straßenbahn. Zunächst wurde deren Fußweg von und zur Haltestelle über den Schießbergweg oft und langwierig durch einen verschlossenen Bahnübergang der viel befahrenen rechten Rheinstrecke behindert. Nach mehrjähriger Planung der Deutschen Bahn wurde der Bahnübergang im September 2001 durch eine Unterführung ersetzt.
Carl Richard Montag war nicht nur Architekt und Bauherr der beiden Gebäudeteile, er ist auch Eigentümer des Komplexes; die Telekom ist Pächter. Der Campus war Montags umfangreichstes Bauvorhaben. Das Gebäudemanagement erfolgt durch die Strabag Property and Facility Services, vormals DeTeImmobilien.
Nach der Auflösung des Unternehmensbereiches T-Mobile International wurde die Anlage im Jahr 2010 zum Unternehmenssitz der neugegründeten Telekom Deutschland. Der Telekom-Campus ist nicht zu verwechseln mit dem Office Port Bonn auf der linken Rheinseite, der die Zentrale der Telekom-Festnetzsparte T-Home beherbergte und fälschlicherweise mitunter ebenfalls als Telekom Campus bezeichnet wird.
Im Jahr 2025 wurde die Verbindungsbrücken zwischen dem Erst- und Neubau entfernt, um die Trennung zwischen den beiden durchzuführen.

## Außenansichten

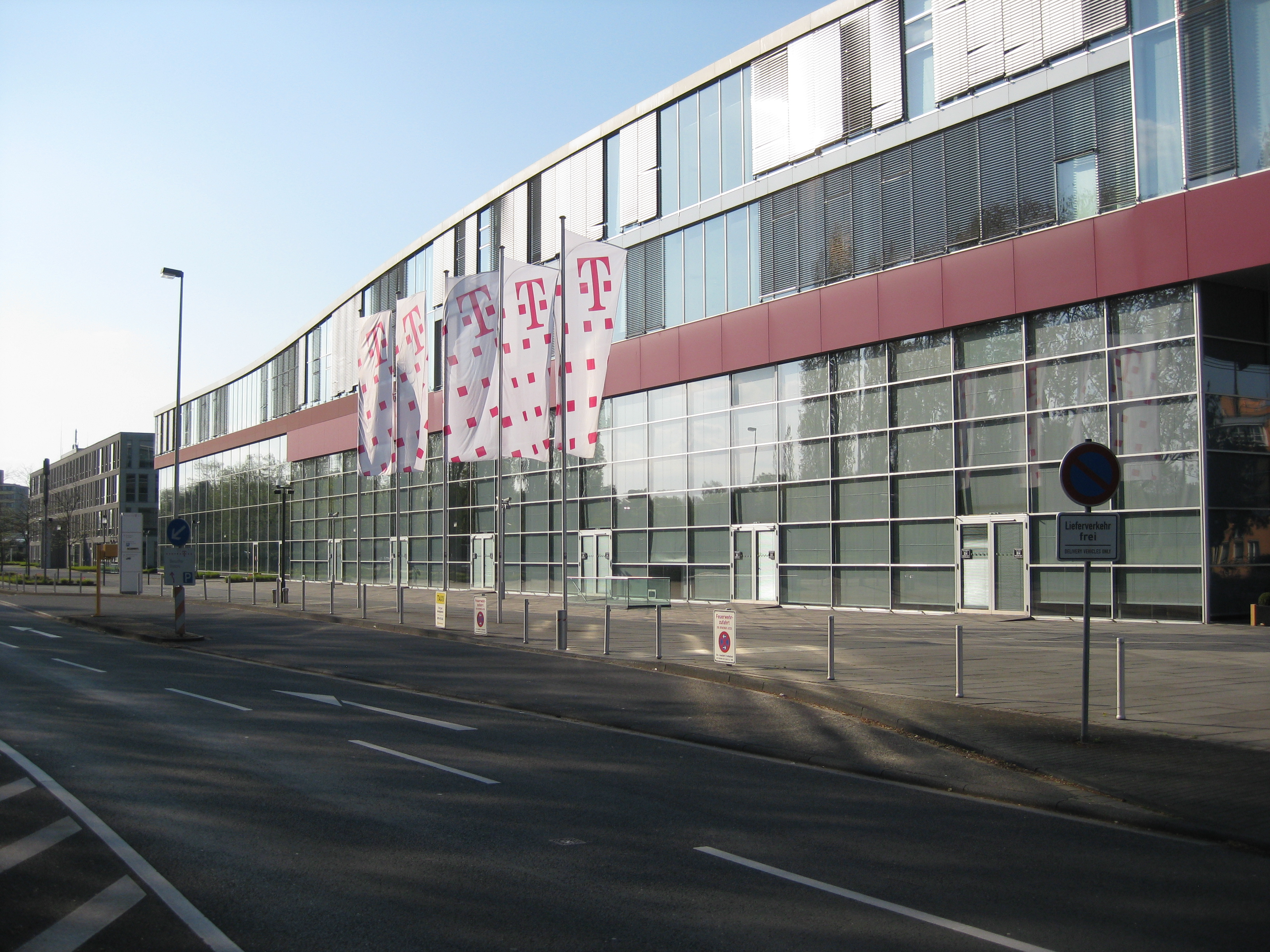
Fassade des Neubaus zum Landgrabenweg
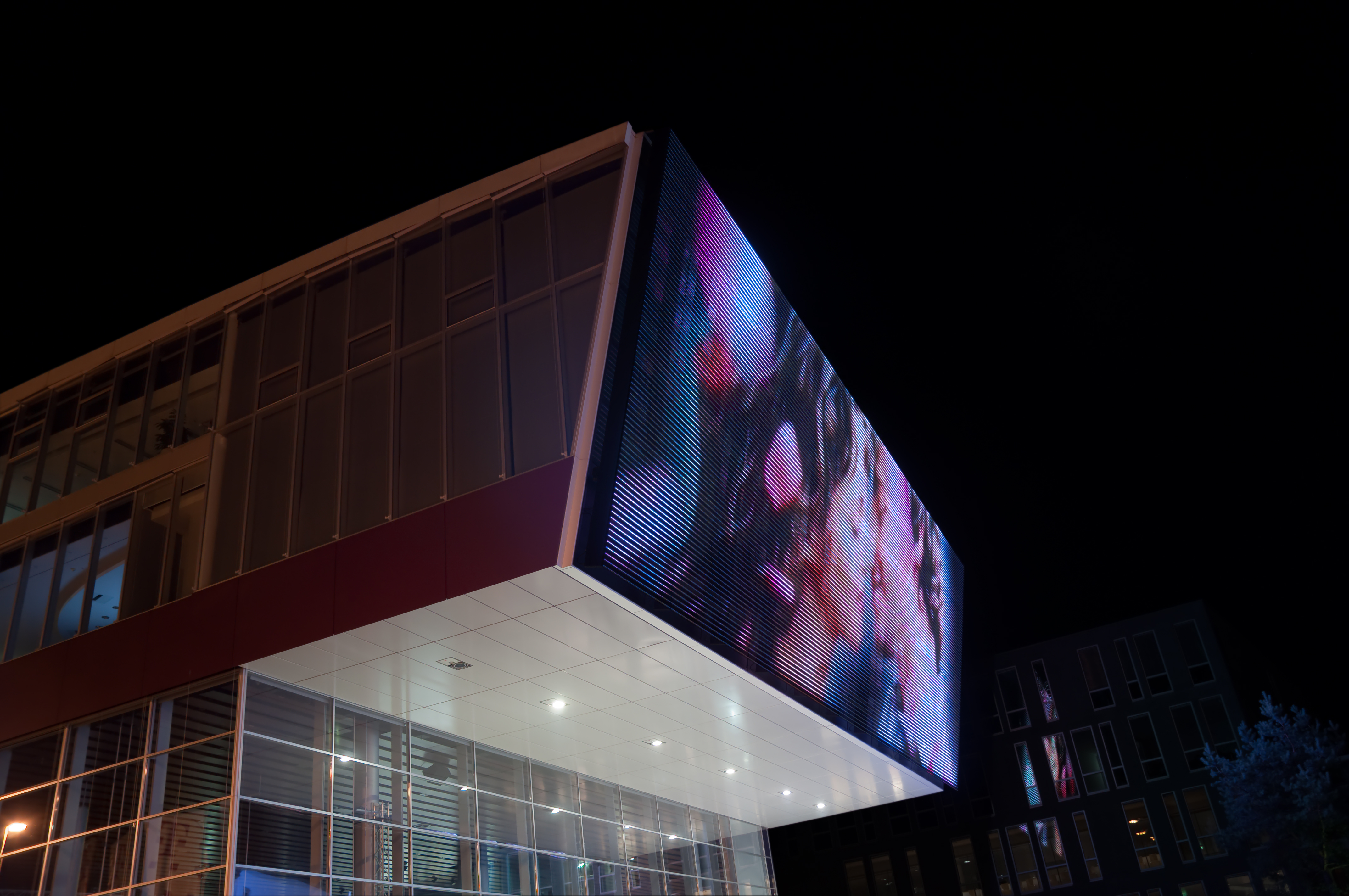
LED-Wand am Neubau
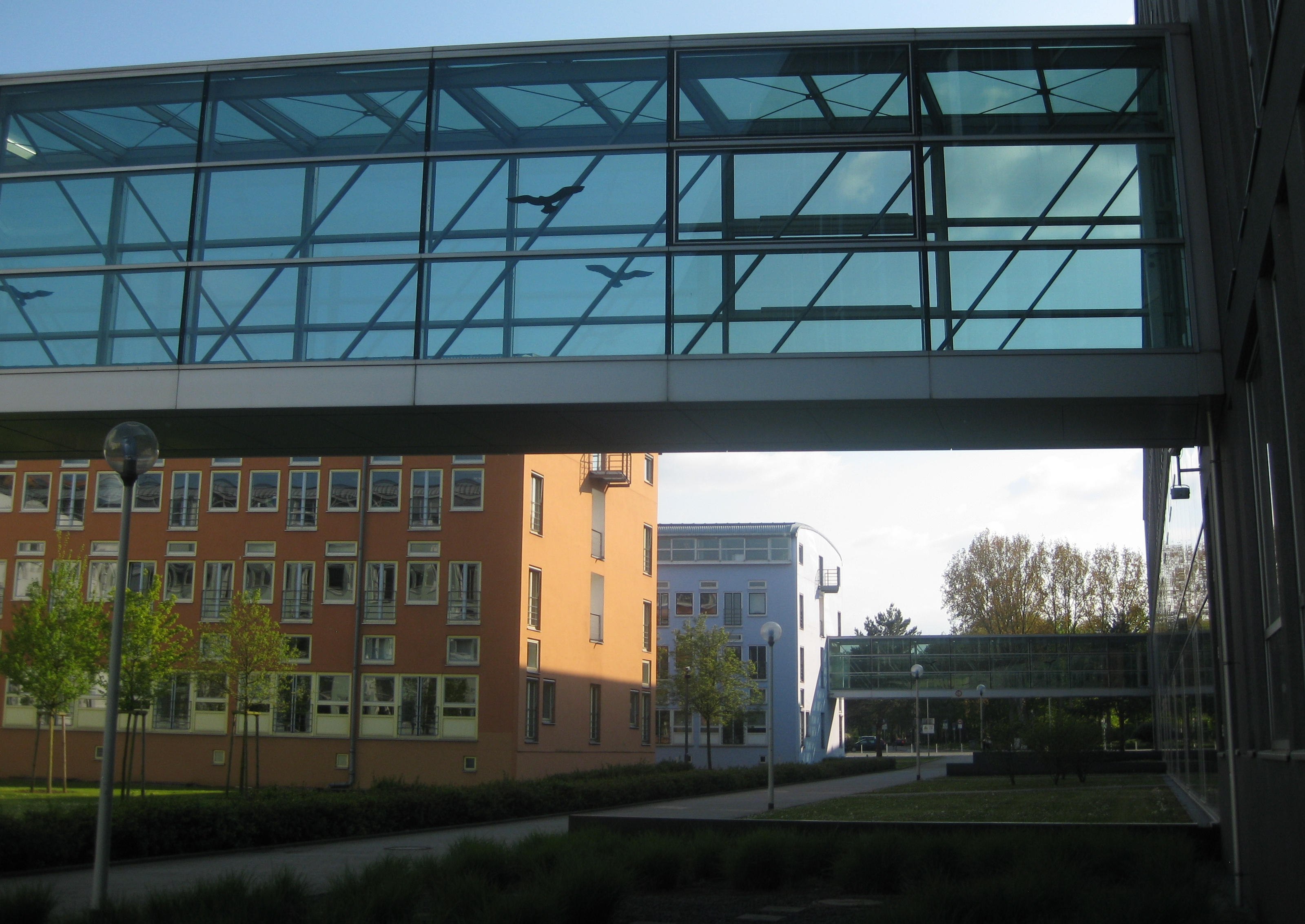
Verbindungsbrücken zwischen Erst- und Neubau
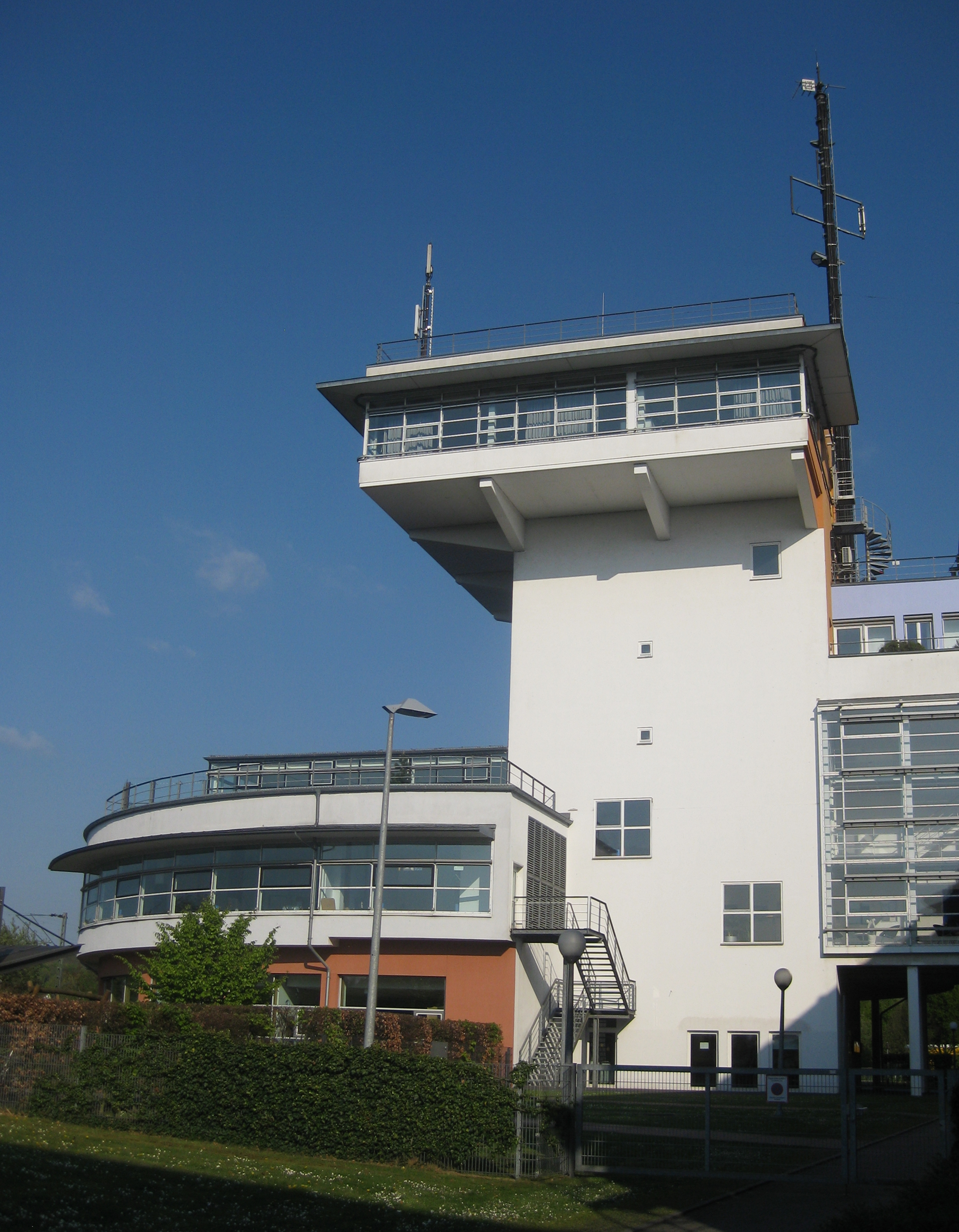
Rondell und Turm des Erstbaus
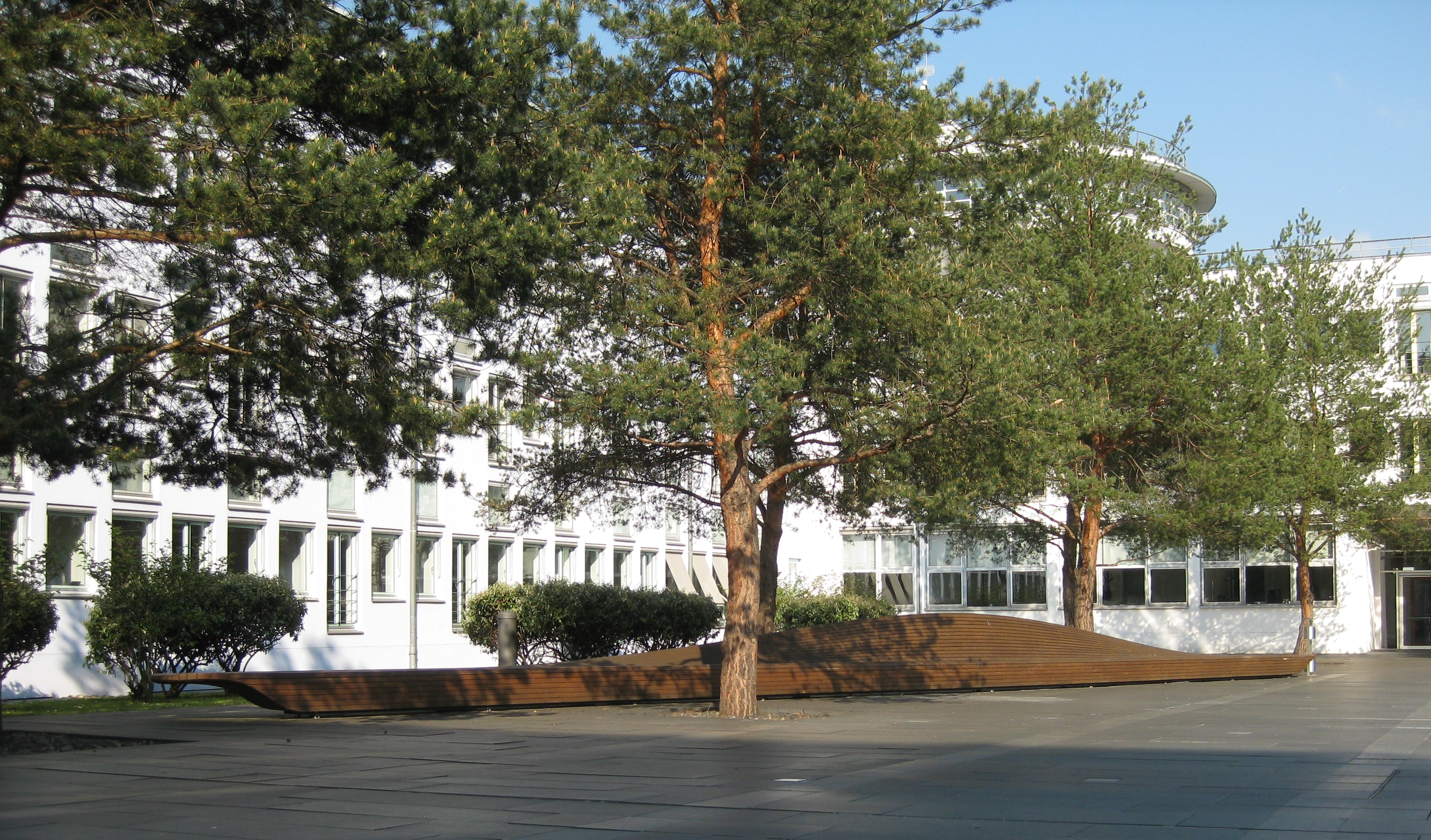
Sitzbank vor dem Erstbau
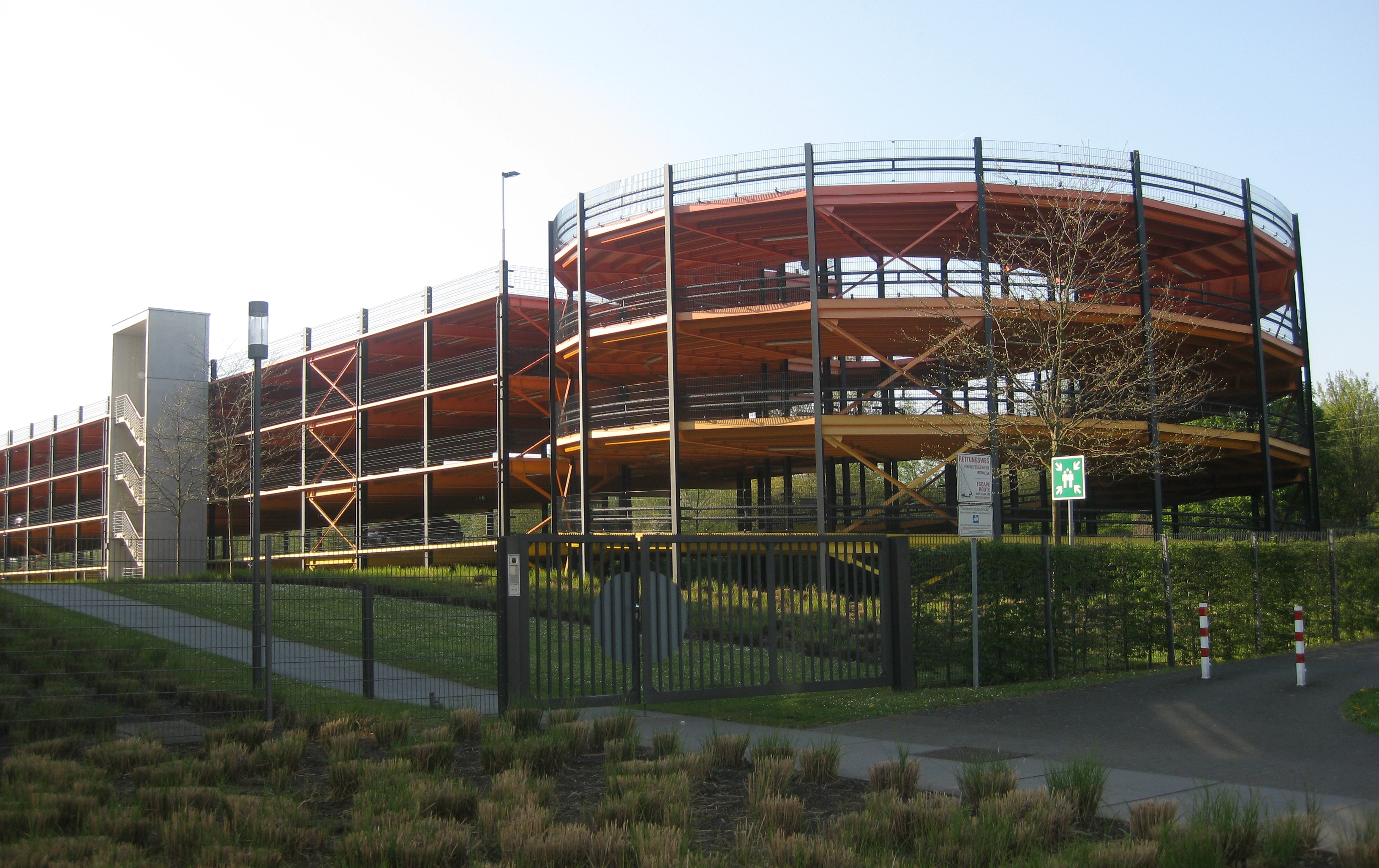
Parkhaus an der Bahnlinie